# Vala Superliga 2017/18
Die Vala Superliga 2017/18 war die 72. Saison der höchsten kosovarischen Spielklasse im Männerfußball. Sie begann am 18. August 2017 und endete am 20. Mai 2018 mit dem 33. Spieltag. Bis zum Ende der Saison trug die Superliga den Namen des ehemaligen Sponsors Vala.
Der Titelverteidiger ist KF Trepça’89. Aufsteiger sind KF Vëllaznimi, KF Vllaznia Pozheran und KF Feronikeli. Nicht mehr in der höchsten Spielklasse vertreten sind KF Hajvalia, KF Ferizaj und KF Trepça.

## Teilnehmer
| Verein               | Stadt     | Stadion                     | Kapazität             |
| -------------------- | --------- | --------------------------- | --------------------- |
| KF Besa              | Peja      | Stadiumi Shahin Haxhiislami | 08.500                |
| KF Drenica           | Skënderaj | Stadiumi Bajram Aliu        | 03.000                |
| KF Drita             | Gjilan    | Gjilan-Stadion              | 15.000                |
| KF Liria             | Prizren   | Stadiumi Përparim Thaçi     | unklar (4.000–15.000) |
| KF Vëllaznimi        | Gjakova   | Gjakova-Stadion             | 06.000                |
| KF Gjilani           | Gjilan    | Gjilan-Stadion              | 15.000                |
| KF Feronikeli        | Drenas    | Rexhep Rexhepi Stadium      | 02.000                |
| KF Flamurtari        | Pristina  | Stadiumi i Flamurtarit      | 05.000                |
| KF Llapi             | Podujeva  | Podujeva-Stadion            | 02.000                |
| FC Prishtina         | Pristina  | Pristina-Stadion            | 16.200                |
| KF Vllaznia Pozheran | Pozheran  | Ibrahim Kurteshi Stadium    | unklar                |
| KF Trepça’89         | Mitrovica | Stadiumi Riza Lushta        | 07.000                |

## Statistiken

### Abschlusstabelle
| Pl.             | Verein                   | Sp. | S  | U  | N  | Tore    | Diff. | Punkte |
| --------------- | ------------------------ | --- | -- | -- | -- | ------- | ----- | ------ |
| 1.              | KF Drita                 | 33  | 18 | 13 | 2  | 053:210 | +32   | 67     |
| 2.              | FC Prishtina             | 33  | 18 | 10 | 5  | 039:180 | +21   | 64     |
| 3.              | KF Llapi                 | 33  | 16 | 6  | 11 | 051:410 | +10   | 54     |
| 4.              | KF Trepça’89 (M)         | 33  | 14 | 11 | 8  | 041:250 | +16   | 53     |
| 5.              | KF Feronikeli            | 33  | 10 | 18 | 5  | 032:180 | +14   | 48     |
| 6.              | KF Drenica               | 33  | 13 | 9  | 11 | 034:270 | +7    | 48     |
| 7.              | KF Liria                 | 33  | 13 | 9  | 11 | 034:300 | +4    | 48     |
| 8.              | KF Gjilani               | 33  | 10 | 16 | 7  | 029:210 | +8    | 46     |
| 9.              | KF Vëllaznimi (N)        | 33  | 10 | 14 | 9  | 029:280 | +1    | 44     |
| 10.             | KF Flamurtari (N)        | 33  | 6  | 7  | 20 | 028:530 | −25   | 25     |
| 11.             | KF Besa (P)              | 33  | 6  | 4  | 23 | 028:640 | −36   | 22     |
| 12.             | KF Vllaznia Pozheran (N) | 33  | 3  | 5  | 25 | 016:680 | −52   | 14     |
| Stand: Endstand |                          |     |    |    |    |         |       |        |

Platzierungskriterien: 1. Punkte – 2. Tordifferenz – 3. geschossene Tore

| (M) | amtierender kosovarischer Meister     |
| (P) | amtierender kosovarischer Pokalsieger |
| (N) | Aufsteiger aus der Liga e Parë        |

### Relegation
Die beiden Relegationsspiele zwischen dem Neunten und Zehnten der Bundesliga und dem Dritten und Vierten der Liga e Parë wurden am 23. und 24. Mai 2018 ausgetragen.
| Datum |               | Ergebnis                    |                                                           | Tore |
| --- | ------------- | --------------------------- | --------------------------------------------------------- | ---- |
| 23. Mai 2018 | KF Flamurtari | 1:1 n. V. (1:0) (6:5 i. E.) | KF Kosova Vushtrri \|\|1:0 Azeraj (13.),1:1 Topalli (83.) |      |
| 24. Mai 2018 | KF Vëllaznimi | 0:0 n. V. (5:6 i. E.)       | KF Ferizaj \|\|                                           |      |
| Damit blieb der KF Flamurtari in der Vala Superliga und der KF Kosova Vushtrri verblieb in der Liga e Parë. KF Vëllaznimi stieg in die Liga e Parë ab und der KF Ferizaj stieg in die Vala Superliga auf. |               |                             |                                                           |      |